# Missões diplomáticas do Sudão do Sul

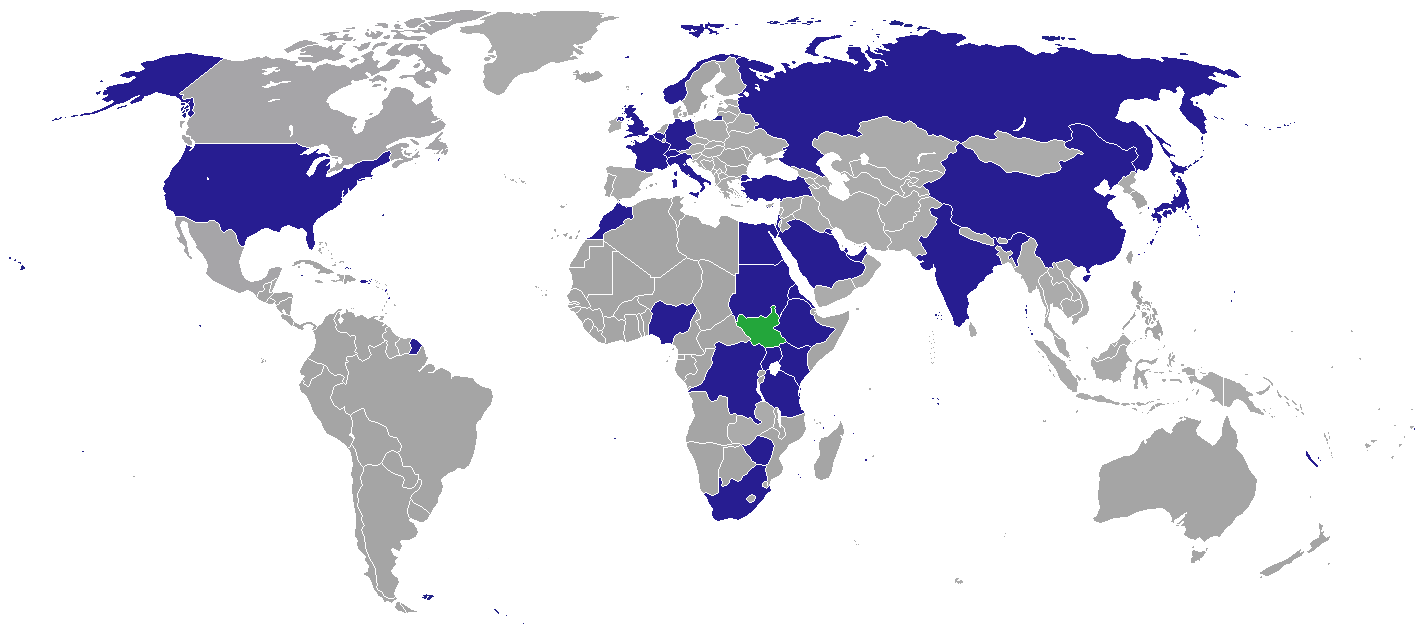
Missões diplomáticas do Sudão do Sul.

Abaixo estão citadas as embaixadas, consulados e serviços ligações do Sudão do Sul. O país planeja abrir 54 embaixadas. Atualmente é principalmente representado no exterior por uma série de serviços de ligações, que provavelmente serão atualizados para embaixadas num futuro próximo (como já acontece no Quênia e nos Estados Unidos).

## África
- África do Sul
  - Pretória (Embaixada)
- Egito
  - Cairo (Gabinete de Ligação)
- Eritreia
  - Asmara (Gabinete de Ligação)
- Etiópia
  - Addis Ababa (Embaixada)
- Nigéria
  - Abuja (Embaixada)
- Quênia
  - Nairóbi (Embaixada)[1]
- República Democrática do Congo
  - Kinshasa (Gabinete de Ligação)
- Uganda
  - Kampala (Gabinete de Ligação)
- Zimbabwe
  - Harare (Gabinete de Ligação)

## América
- Canadá
  - Ottawa (Gabinete de Ligação)
- Estados Unidos
  - Washington, D.C. (Embaixada)[2]

## Ásia
- China
  - Pequim (Embaixada)
- Índia
  - Nova Deli (Embaixada)

## Europa
- Alemanha
  - Berlim (Embaixada)
- Bélgica
  - Bruxelas (Embaixada para a Bélgica e  União Europeia)
- Noruega
  - Oslo (Embaixada)
- Reino Unido
  - Londres (Embaixada)
- Rússia
  - Moscou (Embaixada)